# 付华
付华（1962年12月—），男，辽宁康平人，中华人民共和国政治人物，曾任国家档案局副局长。

## 生平
付华曾在中国人民大学档案学院（2003年改称信息资源管理学院）深造，获得硕士、档案学博士学位。1987年8月在国家档案局《档案工作》杂志社参加工作，1998年11月加入中国共产党。历任《中国档案》杂志社副总编，中国档案报社副总编，中国档案学会秘书长，中央档案馆国家档案局技术部主任。2016年5月，任中央档案馆副馆长、国家档案局副局长。2023年3月31日卸任。